# Matylda (opatka w Essen)

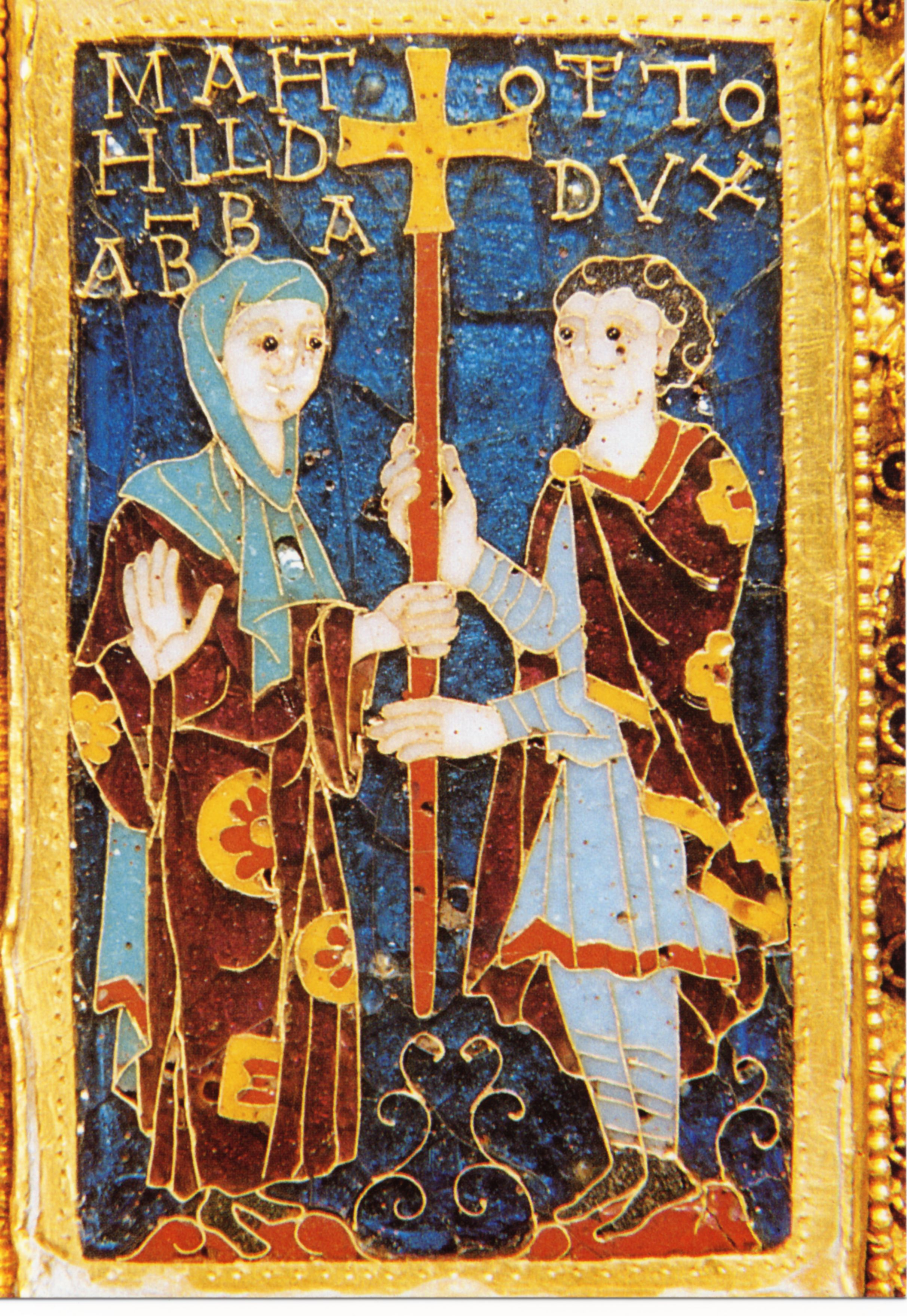
Matylda ze swoim bratem Ottonem

Matylda (ur. 949, zm. 5 listopada 1011) – opatka klasztoru w Essen, córka księcia szwabskiego Ludolfa i jego żony Idy, wnuczka cesarza Ottona I z dynastii Ludolfingów.
Była najwybitniejszą opatką w dziejach klasztoru w Essen. Ofiarowane przez nią dzieła sztuki mają dużą wartość artystyczną. W niepełnym wykazie opatek z 1672 figuruje jako Matylda II. Jej imienniczka Matylda I, o której brak informacji, pełniła swój urząd zapewne w latach 907–910.

## Znane źródła
Źródła pisane mogące posłużyć do rekonstrukcji życiorysu Matyldy są ubogie. Z wczesnego okresu historii opactwa w Essen (ok. 845–1150) zachowało się jedynie ok. 20 dokumentów. Brak natomiast współczesnej kroniki klasztornej lub żywota.
Daty życia Matyldy są znane z powodu jej przynależności do dynastii Ludolfingów. Jej działalność jest możliwa do rekonstrukcji na podstawie skąpych wzmianek w kronikach i zachowanych dokumentów. Źródłem do poznania osoby Matyldy są również przypisywane jej fundacje artystyczne.

## Życiorys

### Rodzina i młodość
Matylda pochodziła z rodziny cesarskiej. Jej ojciec Ludolf był najstarszym synem cesarza Ottona I, jej matka Ida pochodziła z rodu Konradynów. Jej brat Otton był od 973 księciem Szwabii, a od 976 także księciem Bawarii. Zmarł już w 982.
Część badaczy twierdzi, że miała także siostrę Richildę, która w jedynym ze źródeł jest określona jako wnuczka Ottona I. Większość naukowców odrzuca jednak taką filiację jako sztuczną. Źródła nie wspominają o innych dzieciach Ludolfa niż Matylda i Otton. Przesłanką negatywną jest również fakt, że gdyby Richilda była córką Ludolfa, to byłaby bardzo blisko spokrewniona ze swoim mężem. Ich małżeństwo wymagałoby dyspensy, o której źródła nie wspominają.
Matylda zapewne już w 953 została oddana do opactwa w Essen na wychowanie. Opactwo zostało założone ok. 845 przez biskupa Hildesheim Altfrida i pierwszą opatkę Gerswidę. Od początku istnienia było związane z Ludolfingami. W 947, na prośbę opatki Hathwigi, Otton I potwierdził przywileje opactwa, bowiem wszystkie wcześniejsze dokumenty zniszczył pożar. Powierzenie opactwu księżniczki podnosiło jego rangę. W ten sposób uzyskiwało ono rangę rodzinnego opactwa Ludolfingów. Identyczne znaczenie miały także opactwa Gandersheim i Quedlinburg.
Zapewne już w chwili oddania do klasztoru Matylda była przewidywana na przyszłą opatkę. Jeśli nie wówczas, to najpóźniej stało się to w 966, gdy Otto I ofiarował zakonnicom dobra, które były prawdopodobnie podarunkiem z okazji wstąpienia Matyldy do wspólnoty zakonnej. Przyszła opatka kształciła się w klasztorze posiadającym bibliotekę zaopatrzoną, oprócz ewangeliarza, także w dzieła Prudencjusza, Boecjusza i Alkuina. Spośród autorów świeckich miała do dyspozycji Terencjusza i innych klasyków. Matylda została zatem dobrze przygotowana do pełnienia roli opatki. Z inskrypcji na relikwiarzu św. Maura wiadomo, że potrafiła pisać łacińskie wiersze i trochę znała grekę.

### Matylda jako opatka
Dokument wystawiony w Akwizgranie 23 lipca 973 po raz pierwszy wymienia Matyldę jako opatkę. Miała wówczas zaledwie 24 lata. W tym wieku tylko osoby pochodzenia dynastycznego mogły osiągnąć najwyższy urząd w klasztorze.
Działalność Matyldy nie ograniczała się do murów opactwa. Oprócz podróży do Akwizgranu, odbyła również w 982 podróż do Aschaffenburga, w 990 do Heiligenstadt, w 997 do Dortmundu i Thorr. Przypuszcza się również, że pojechała w 986 do Moguncji na pogrzeb matki.
Podczas podróży musiała nawiązać rozległą sieć kontaktów. Historycy sztuki wskazują na związki z Hildesheim, Trewirem i Kolonią. Z Koblencji sprowadziła relikwie św. Florinusa, a z Lyonu św. Marsusa. Klasztorowi Einsiedeln ofiarowała dobra, które odziedziczyła po matce. W dokumentach tego opactwa jest wspominana jako dobrodziejka z tytułem ducissa (księżna). Anglosaski kronikarz Æthelweard, z którym korespondowała, zredagował dla niej swoją kronikę zawierającą w istocie tłumaczenie Kroniki anglosaskiej na łacinę.
Działalność Matyldy miała na celu upamiętnienie zmarłych członków jej rodziny. Jest to szczególnie widoczne w kronice Æthelwearda, w której autor kładzie nacisk na powiązania genealogiczne. Już we wstępie wspomina swoje i Matyldy pochodzenie od króla Ethelwulfa z Wesseksu.

### Matylda jako polityk
Opactwo w Essen było opactwem cesarskim podobnie jak Gandersheim i Quedlinburg. W tych fundacjach opatki pochodziły z cesarskiej rodziny. Źródła nie wspominają, by Matylda, tak jak jej ciotka opatka Matylda z Quedlinburga i brat Otton, brała udział w wyprawie ich stryja cesarza Ottona II do Włoch. Potwierdzony jest natomiast jej udział w pogrzebie zmarłego w Italii brata, który spoczął w kościele św. Piotra i Aleksandra w Aschaffenburgu.
Śmierć brata stanowiła punkt zwrotny w życiu Matyldy. Stała się wówczas jedyną przedstawicielką szwabskiej linii Ludolfingów i przejęła w zarząd rodowe dobra. Po śmierci brata znalazła się w środku walki o władzę pomiędzy zwolennikami Ottona III a Henrykiem Kłótnikiem. Ten ostatni utracił w 976 księstwo Bawarii na rzecz brata Matyldy.
Tradycyjnie uważano, że po śmierci brata straciła wpływy polityczne. Przeciw tej tezie przemawia okoliczność, że Matylda nie poparła Henryka Kłótnika, gdyż jego zwycięstwo oznaczało upadek znaczenia opactwa w Essen. Można przypuszczać, że w tej sytuacji przystąpiła do działania. Na plakiecie fundacyjnej krzyża Ottona i Matyldy została przedstawiona w szatach szlacheckich, a nie zakonnych. Można zatem założyć, że nie pogodziła się z rolą zakonnicy.
Matylda była wówczas wychowawczynią Matyldy Saksońskiej, siostry Ottona III. Jej działania podczas walki o władzę w Rzeszy nie są znane. Jednak w tym czasie pozyskała dla swojego opactwa rzeźbę Złotej Madonny, która może być odczytywana jako symbol aspiracji cesarzowej Teofano do władzy.
W 993 cesarz Otto III złożył wizytę w opactwie w Essen, podczas której zapewne przekazał koronę, którą jako dziecko w 983 został koronowany na króla. Ponadto władca ofiarował wypróbowany w walce (zapewne w bitwie nad rzeką Lech) miecz ze stali damasceńskiej, który wyposażony w złoconą pochwę służył następnie jako miecz ceremonialny opatek z Essen, a w miejscowej tradycji był uznawany za miecz, którym ścięto św. Kosmę i Damiana. Darowizna cesarska, oznaczała podziękowanie za pomoc opatki udzieloną przy zachowaniu władzy. W tym czasie żaden klasztor nie otrzymał podobnego podarunku.
Matylda odwiedziła Ottona III już w 990, 20 stycznia tego roku władca na jej prośbę potwierdził darowiznę jej matki Idy. W 997 Matylda udała się na dwór do Dortmundu, gdzie Otton III potwierdził opactwu posiadanie dóbr królewskich nad górnym biegiem rzeki Leine. Cesarz pośredniczył zapewne także w przekazaniu relikwii, m.in. św. Marsusa, które odgrywały dużą rolę w upamiętnieniu jego ojca.

### Fundatorka
Objęcie w posiadanie rodowych dóbr, a szczególnie spadku po babce Edycie i matce Idzie, dało Matyldzie środki finansowe umożliwiające podjęcie fundacji artystycznych upamiętniających jej krewnych i samą siebie. Pamięć angielskich krewnych Edyty utrwalała kronika, którą podarował Matyldzie anglosaski historyk Æthelweard. Opatka prawdopodobnie podziękowała mu przesyłając odpis dzieła Wegecjusza De re militari, który wcześnie dotarł do Anglii i zachował się do dziś.

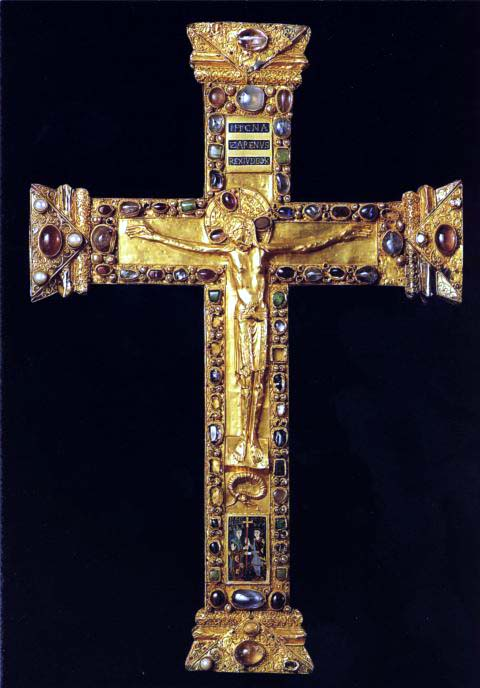
Krzyż Ottona i Matyldy

Działalność fundacyjna Matyldy wiąże się jednak przede wszystkim z dziełami sztuki złotniczej wykonanymi na jej zamówienie lub ofiarowanymi przez nią opactwu. Należą do nich dwa krzyże procesyjne. Jeden z nich to krzyż Ottona i Matyldy, który ufundowała wraz z bratem lub według innej teorii w celu upamiętnienia go. Pewne jest, że ufundowała duży, pierwotnie złocony, siedmioramienny świecznik, który do dziś znajduje się w kościele opackim w Essen.
Relikwiarz ufundowany przez cesarzową Teofano ku pamięci jej męża, został zamówiony przez Matyldę. Jest on wiązany z jej osobą na podstawie pisanej heksametrem inskrypcji:
Hoc opus eximium gemmis auroque decorum / Mechtildis vovit, quae Theophanum quoque solvit / Abbatissa bona Mechthildis chrisea dona / Regi dans regum, quae rex deposcit in aevum / Spiritus ottonis pascit caelestibus oris („To wspaniałe dzieło, ozdobione złotem i gemmami, ofiarowała opatka Matylda, jak to obiecała Teofano. Dobra opatka Matylda ofiarowała ten wspaniały podarunek Królowi królów, aby Król w niebiosach przyjął duszę Ottona“).
Ten zabytek nazwany od znajdujących się w nim relikwii, relikwiarzem Maura, był najstarszym kultowym relikwiarzem w Rzeszy i poprzednikiem reńskich relikwiarzy kultowych, z których najsławniejszym jest Relikwiarz Trzech Króli. Relikwiarz św. Maura, wykonany ze złota z gemmami i licznymi płytkami emalii, z których największa, znajdująca się na fasadzie przedstawiała cesarza Ottona II. Zabytek został zniszczony przez służbę podczas ewakuacji klasztoru przed wojskami francuskimi w 1794. Obawiano się, że może on wpaść w ręce wroga.
Matylda była prawdopodobnie fundatorką krzyża triumfalnego w kościele św. Piotra i Aleksandra w Aschaffenburgu, którego malowana rama wykazuje podobieństwo z obramowaniem krzyża Ottona i Matyldy. Brat Matyldy jest pochowany w tej świątyni i można przypuszczać, że ten krzyż był częścią fundacji, która miała go upamiętniać.

### Działalność budowlana

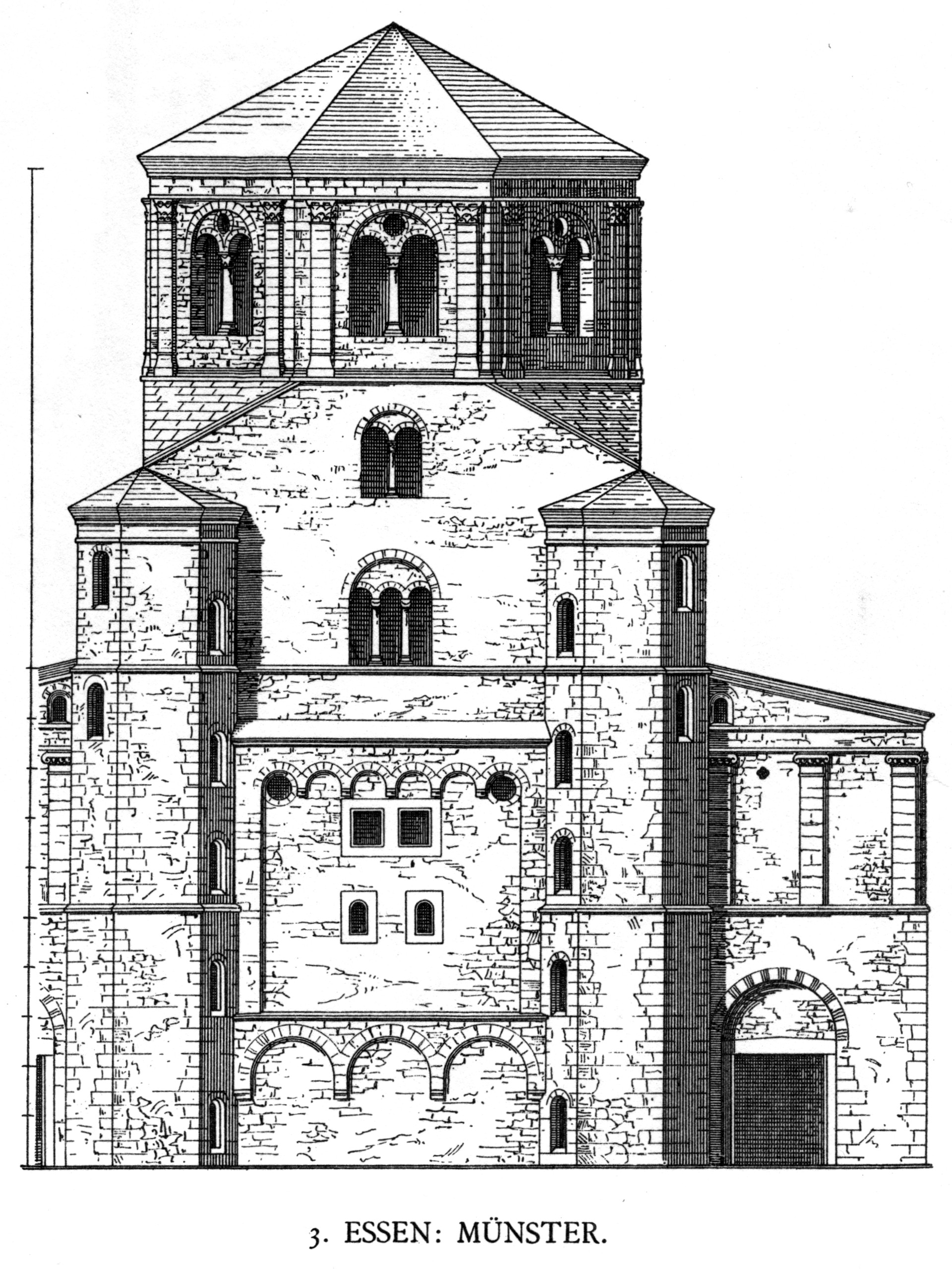
Prawdopodobny wygląd westwerku

Georg Human, który jako jeden z pierwszych historyków sztuki zajmował się budowlami i wyposażeniem opactwa w Essen, na podstawie analizy porównawczej przypisał Matyldzie westwerk kościoła opackiego (obecnie katedra). Później badacze wycofali się z tej hipotezy. W 1955, na podstawie badań wykopaliskowych w przedsionku, Zimmermann przypisał westwerk opatce Teofano rządzącej w latach 1039–1058. Odkryto wówczas także wodociąg zbudowany z ołowianych rur kładzionych na kamiennym podłożu. Biegł on w poprzek pod westwerkiem do budynków klasztornych.
Tego typu wodociągi były we wczesnym średniowieczu rzadkie i znajdowały się tylko w reprezentacyjnych budowlach i świadczyły o ambicjach fundatorki. Uczeni dyskutowali, czy była nią Matylda, czy Teofano. Chodziło o różnicę 50 lat, ale w tym czasie zmienił się styl. Gdyby westwerk w Essen, zaliczany do wybitnych osiągnięć sztuki ottońskiej, powstał dopiero za czasów opatki Teofano, byłby późniejszy niż czołowe osiągnięcie architektury romańskiej – kościół Panny Marii na Kapitolu w Kolonii, który wzniosła siostra Teofano, Ida. Z drugiej strony w kronice opactwa Brauweiler, związanego z rodem Ezzonidów, do którego należała Teofano, jest ona wzmiankowana jako odnowicielka klasztoru w Essen. Na tej podstawie można zatem przypuszczać, że westwerk powstał za rządów Matyldy.
Oktogonalna architektura westwerku nawiązuje do kaplicy pałacowej w Akwizgranie i zarazem odzwierciedla ideę renovatio imperii (odnowienia cesarstwa) głoszoną przez Ottona III. W epoce opatki Teofano ta idea była już nieaktualna. Zapis kroniki z Brauweiler o odnowieniu przez Teofano budynków klasztornych można interpretować jako obraz przeprowadzonej przez nią odnowy duchowej.
Możliwe jest także, że obie opatki przyczyniły się do powstania westwerku, gdyż uczeni dopatrują się dwóch faz jego budowy. W tym wypadku zapis kroniki z Brauweiler można interpretować w ten sposób, że Teofano zakończyła budowę rozpoczętą przez Matyldę.

### Teorie na temat powstania opactwa Rellinghausen
Matylda jest uważana za założycielkę klasztoru w Rellinghausen, w tamtejszym kościele miała bowiem znajdować się inskrypcja nagrobna mówiąca, że klasztor został przez nią ufundowany w 998 i tam na swoją prośbę została pochowana. Obecnie pogląd kwestionowany przez badaczy, ponieważ brak jest dowodów, a inskrypcja nagrobna okazała się nowożytnym fałszerstwem.
Klasztor Rellinghausen został wymieniony w testamencie opatki Teofano jako założony przez jedną z jej poprzedniczek. Brana pod uwagę jako fundatorka może być opatka Zofia, siostra Ottona III, sprawująca swój urząd po Matyldzie, a przed Teofano. Zofia była także opatką w Gandersheim i tam głównie rezydowała. W Essen pozostawiła nikłe ślady swojej działalności. Z tych powodów nie może być brana pod uwagę jako fundatorka Rellinghausen.
Fundacja filii opactwa w Gandersheim nastąpiła zapewne w latach 40. X wieku, natomiast filii Quedlinburga na pewno w 986. Filia opactwa w Essen na pewno nie powstała przed 973, gdy Matylda została opatką. Założenie przez nią klasztoru w Rellinghausen nie jest pewne, ale nie można go wykluczyć.

### Ostatnie lata, śmierć i pogrzeb

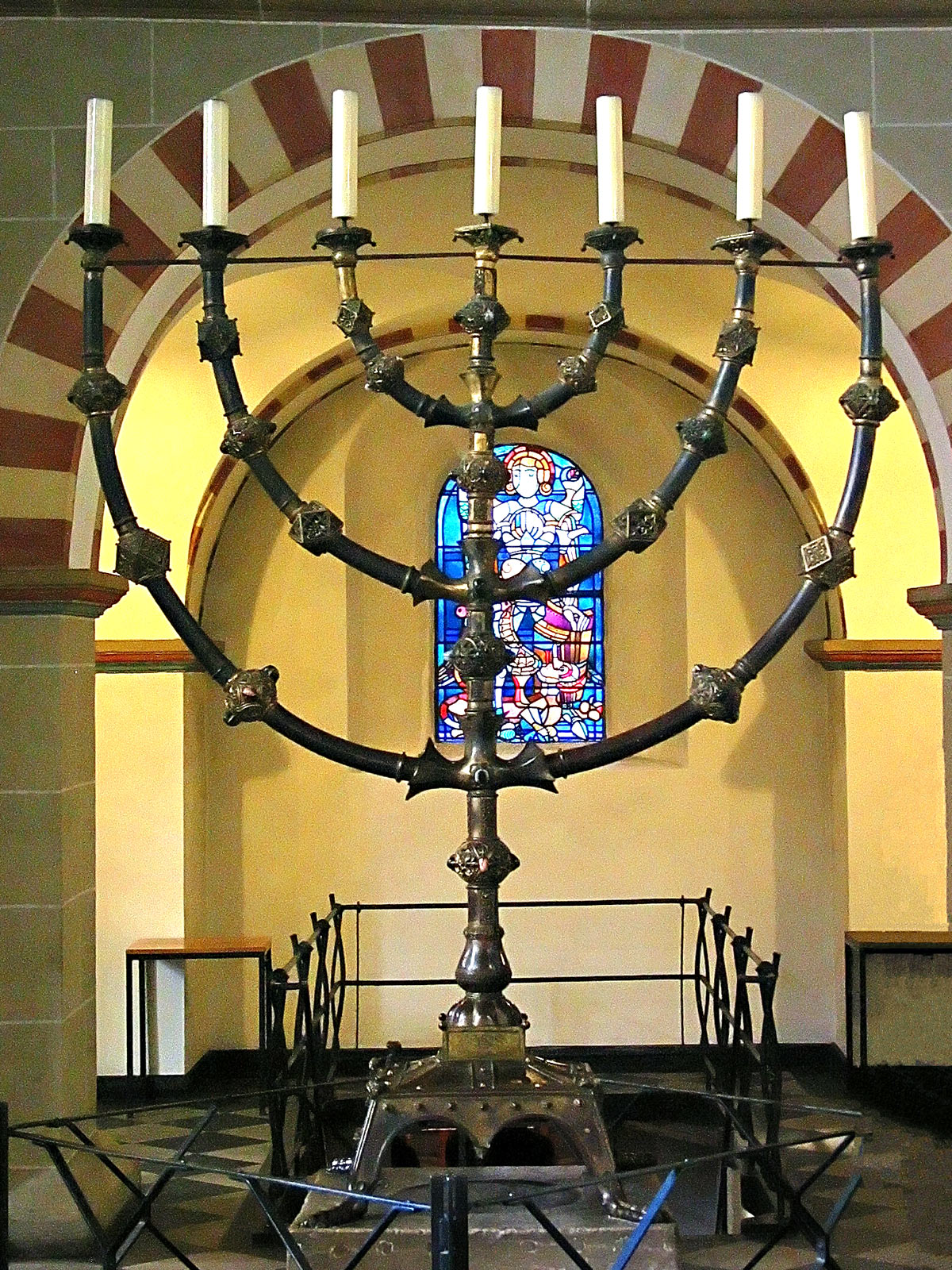
Siedmioramienny świecznik ufundowany przez Matyldę i stojący zapewne niegdyś przy jej grobie

Po śmierci Ottona III na tron wstąpił Henryk II Święty, syn Henryka Kłótnika z bawarskiej linii Ludolfingów. Henryk II potwierdził w 1003 przywileje opactwa w Essen, być może jednak powstały spory w sprawie osobistych majątków Matyldy odziedziczonych po bracie i matce. Żadne z dzieł sztuki ofiarowanych przez nią opactwu nie jest datowane na okres po 1002, a westwerk kościoła opackiego wykazuje przerwę w budowie, można zatem przyjąć, że dochody Matyldy zmniejszyły się.
W tym wypadku trzeba przyjąć, że Henryk zajął dobra opatki, które i tak przypadłyby mu po jej śmierci, a Matylda dołączyła do opozycji szczególnie silnej nad dolnym Renem. Przywódcami tej opozycji byli arcybiskup Kolonii Heribert i palatyn Ezzo, który poślubił wychowaną w Essen siostrę Ottona III i być może wysunął roszczenia do tronu w imieniu swoich dzieci. Ezzo znajdował się w podobnej jak Matylda sytuacji. W wyniku małżeństwa z siostrą Ottona III miał prawo do dziedziczenia dóbr ottońskiej linii Ludolfingów, ale Henryk II odmówił mu ich przekazania. Spór trwał do 1011, gdy Henryk II po przegranej bitwie musiał pójść na ustępstwa. Nie wiadomo czy Matylda także odzyskała wówczas dobra. Było już jednak zbyt późno na działalność fundacyjną.
Matylda zmarła 5 listopada 1011 w Essen. W kronice klasztoru w Quedlinburgu napisano:mors abstulit de regali stemmate gemmam Machtildam abbatissam Liudolfi filiam („Śmierć zabrała perłę z królewskiego domu, opatkę Matyldę, córkę Ludolfa“).
Informacja o jej pochowaniu w Rellinghausen okazała się fałszerstwem. Zapewne zatem spoczęła w krypcie kościoła opackiego w Essen. Przeprowadzone w 1952 wykopaliska odsłoniły grób w krypcie pod ołtarzem głównym, w miejscu, gdzie często chowano ważne osobistości. Uznano to wówczas za grób zmarłej w 1085 opatki Suanhildy, o której wiadomo, że spoczęła przed głównym ołtarzem. Z przekazów późnośredniowiecznych wiadomo, że zakonnice modliły się za dwie pochowane w tym miejscu opatki. Imię jednej z nich nie jest znane. Obecnie przypuszcza się, że Suanhilda została pochowana w grobie tumbowym położonym ponad miejscem spoczynku Matyldy. W następnych stuleciach imię osoby spoczywają w tym miejscu wcześniej uległo zapomnieniu.

## Następstwo
Bezpośrednią następczynią Matyldy była Zofia, najstarsza córka Ottona II. Był to zapewne wybór zastępczy, gdyż jej wychowana w Essen siostra Matylda Saksońska poślubiła Ezzona i nie mogła zostać ksienią. Wybór następczyni Matyldy był zapewne także podyktowany względami politycznymi. Zofia została wychowana przez siostrę Henryka Kłótnika i wspierała jego syna Henryka II. Objęcie przez nią urzędu opatki zapewniało władcy przejęcie kontroli nad opactwem z rąk reńskiej opozycji.
Zofia była od 1002 opatką w Gandersheim, gdzie rezydowała. Z tego powodu prace rozpoczęte przez Matyldę nie zostały ukończone. Dopiero następczyni Zofii opatka Teofano, córka Ezzona, kontynuowała dzieło Matyldy. W skarbcu w Essen znajduje się tzw. młodszy krzyż Matyldy. Na jego plakiecie fundacyjnej jest przedstawiona Matylda jako zakonnica u stóp tronującej Madonny. Jest to zapewne fundacja Teofano ku czci Matyldy.

## Znaczenie
Matylda ze względu na fundacje artystyczne jest najbardziej znaną opatką w Essen. Istnieją jednak pewne aspekty jej życia wymagające badań.
Nowsze ustalenia wskazują na duże wpływy Matyldy poza murami klasztoru. Przykładem jest tutaj krzyż Ottona i Matyldy, który pierwotnie uważano za fundację jej brata. Później uznano, że rodzeństwo ufundowało go wspólnie. W końcu przeważyły argumenty, że jest on fundacją Matyldy uczynioną dla upamiętnienia brata.

## Literatura
- Klaus Gereon Beuckers: Das Otto-Mathildenkreuz im Essener Münsterschatz. in: Herrschaft, Liturgie und Raum – Studien zur mittelalterlichen Geschichte des Frauenstifts Essen. Klartext Verlag, Essen 2002, ISBN 3-89861-133-7.
- Katrinette Bodarwé: Sanctimoniales litteratae. in: Herrschaft, Bildung und Gebet. Klartext Verlag, Essen 2000, ISBN 3-88474-907-2.
- Paul Derks: Gerswid und Altfried. Zur Überlieferung der Gründung des Stiftes Essen. in: Essener Beiträge. Beiträge zur Geschichte von Stadt und Stift Essen. Essen 107.1995. ISSN 1432-6531.
- Edgar Freise: Mathilde II. in: Neue Deutsche Biographie Bd 16. Duncker und Humblot, Berlin 1990, 371f. ISBN 3-428-00197-4.
- Elisabeth van Houts: Woman and the writing of history in the early Middle Ages, the case of Abbess Mathilda of Essen and Aethelweard. in: Early Medieval Europe. Blackwell, Oxford 1992, S. 53 ff. ISSN 0963-9462.
- Ludger Körntgen: Zwischen Herrschern und Heiligen. in: Herrschaft, Liturgie und Raum – Studien zur mittelalterlichen Geschichte des Frauenstifts Essen. Klartext Verlag, Essen 2002, ISBN 3-89861-133-7.
- Klaus Lange: Die Krypta der Essener Stiftskirche. in: Essen und die sächsischen Frauenstifte im Frühmittelalter. Klartext Verlag, Essen 2003, ISBN 3-89861-238-4.
- Klaus Lange: St. Cosmas und Damian zu Essen. Ein Plädoyer für eine neue Sicht der älteren Baugeschichte. in: Herrschaft, Bildung und Gebet. Klartext Verlag, Essen 2000, ISBN 3-88474-907-2.
- Hedwig Röckelein: Der Kult des Hl. Florinus im Stift Essen. in: Essen und die sächsischen Frauenstifte im Frühmittelalter. Klartext Verlag, Essen 2003, ISBN 3-89861-238-4.